# Кюлунгсборн
Кю́лунгсборн (нем. Kühlungsborn) — город в Германии, в земле Мекленбург-Передняя Померания.
Входит в состав района Росток. Население составляет 8084 человек (на 31 декабря 2023 года). Занимает площадь 16,16 км². Официальный код — 13 0 51 042.

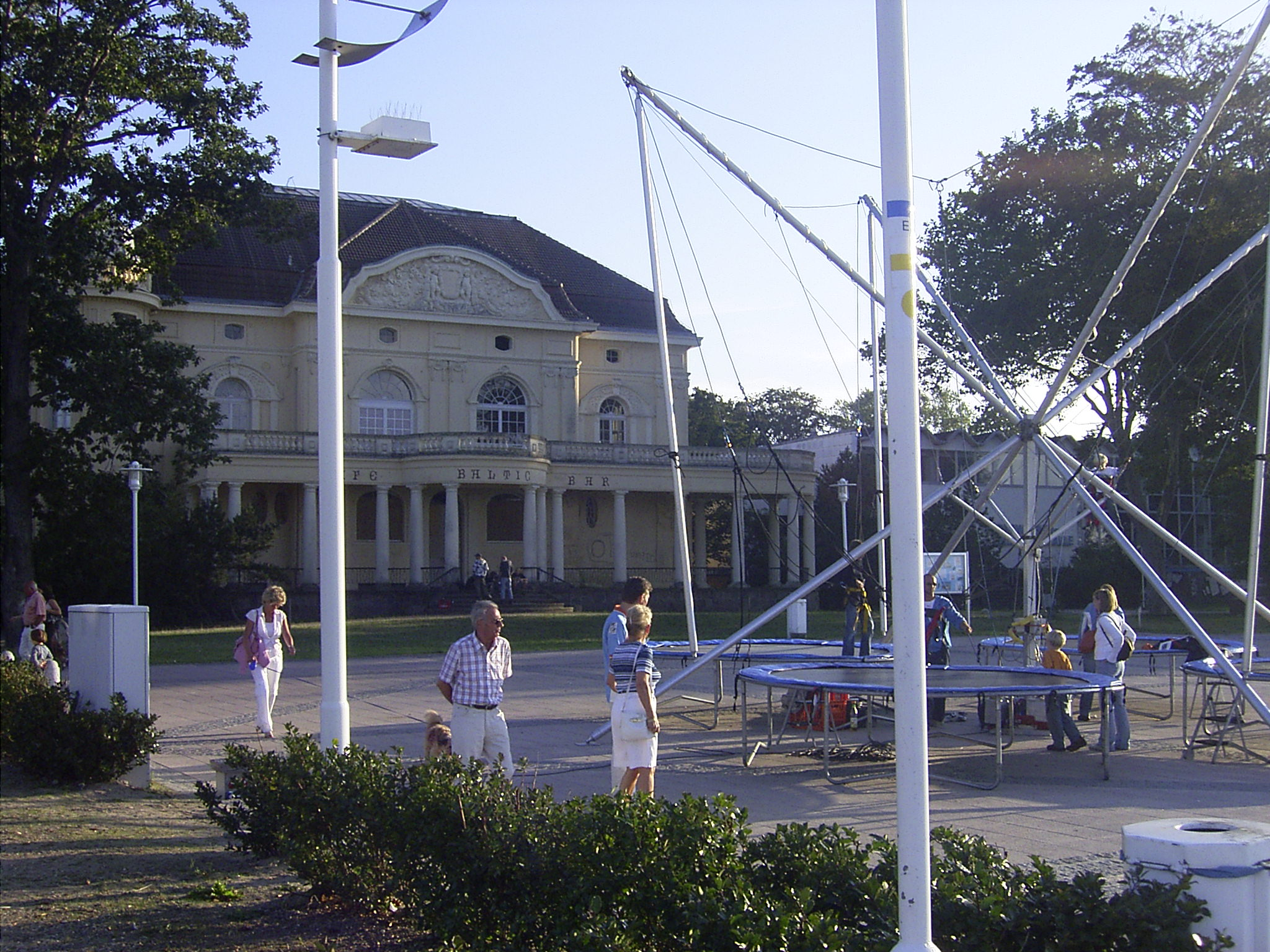
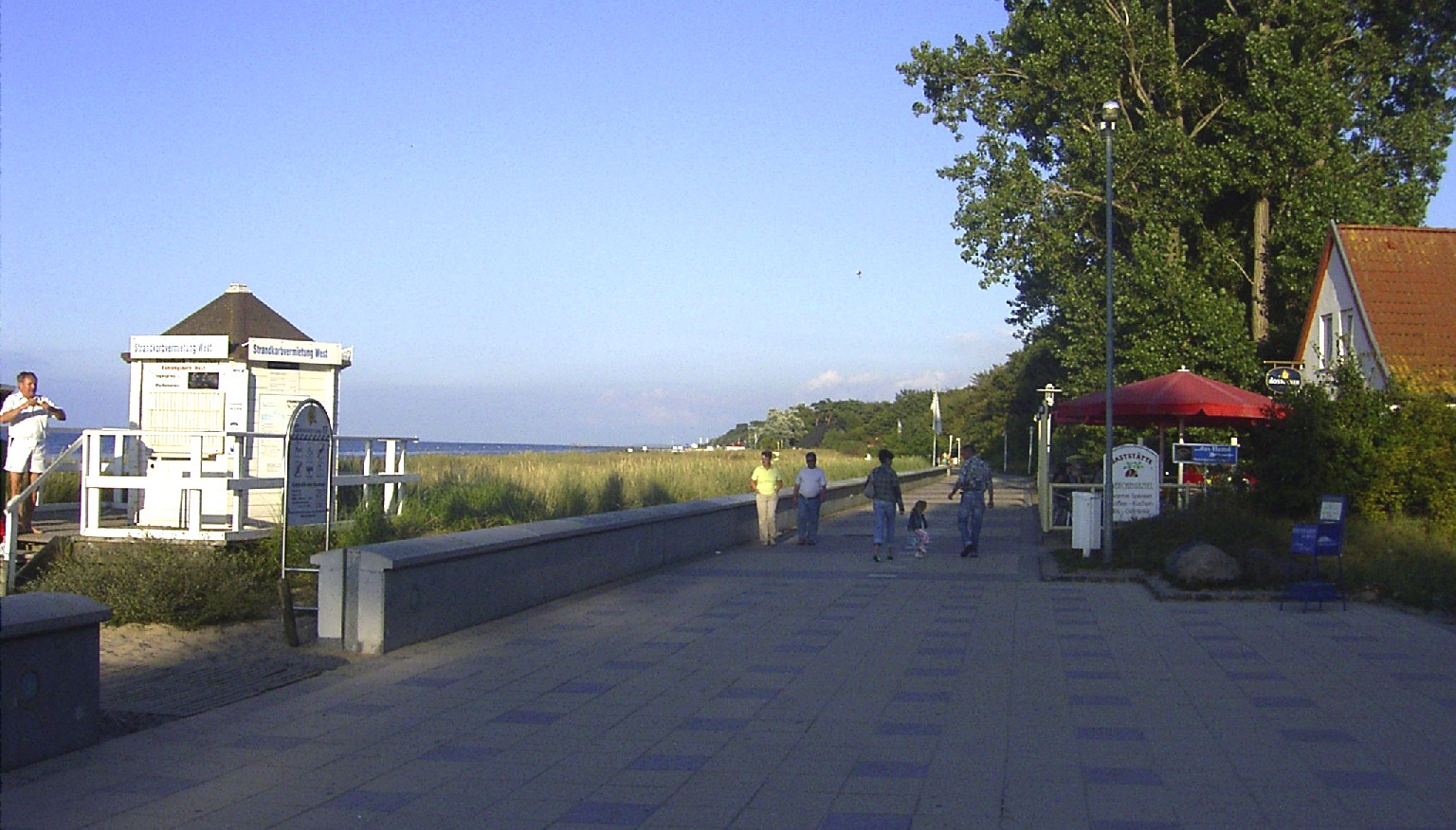
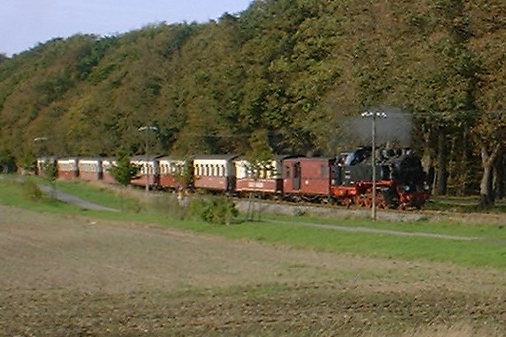